# United States Air Force Office of Special Investigations
Das United States Air Force Office of Special Investigations, offizielle Abkürzung AFOSI, inoffiziell aber auch OSI abgekürzt, ist eine dem Secretary of the Air Force direkt unterstehende Behörde mit Sitz im Russel-Knox-Building auf der Marine Corps Base in Quantico. Der Kommandeur des AFOSI ist Brigadier General Terry L. Bullard.

## Ziele
Die Ziele des AFOSI sind:
- Heikle Technologien und Informationen schützen
- Gefahren aufspüren bzw. erkennen und abschwächen
- Weltweit besondere Dienste anbieten
- Leitung in wichtigen Kriminalermittlungen
- Offensives Vorgehen gegen ausländische Gegner und Bedrohungen

Die Eckpunkte des AFOSI sind gegen Kriminalität vorgehen, Geheimnisse bewahren, nachrichtendienstliche Gelegenheiten nutzen sowie im Internet agieren.

## Aufbau
Das AFOSI ist in acht Regionen unterteilt:
- Region 1 beim Air Force Materiel Command
- Region 2 beim Air Combat Command
- Region 3 beim Air Mobility Command
- Region 4 beim Air Education and Training Command
- Region 5 beim United States Air Forces in Europe
- Region 6 beim Pacific Air Forces
- Region 7 beim Office of the Secretary of the Air Force
- Region 8 beim Air Force Space Command

Alle dieser Regionen, außer Region 7, sind Großverbände, sog. major commands, der United States Air Force.

## AFOSI in den Medien
Im Film Eagle Eye – Außer Kontrolle (2008) spielt Rosario Dawson AFOSI Special Agent Zoe Perez.

## Kontroversen
Das OSI soll teilweise Spitzel mit Erpressung zu ihren Aufgaben genötigt haben, wie zum Beispiel im Fall von Adam DeRito in der United States Air Force Academy.